# Andrew Klavan

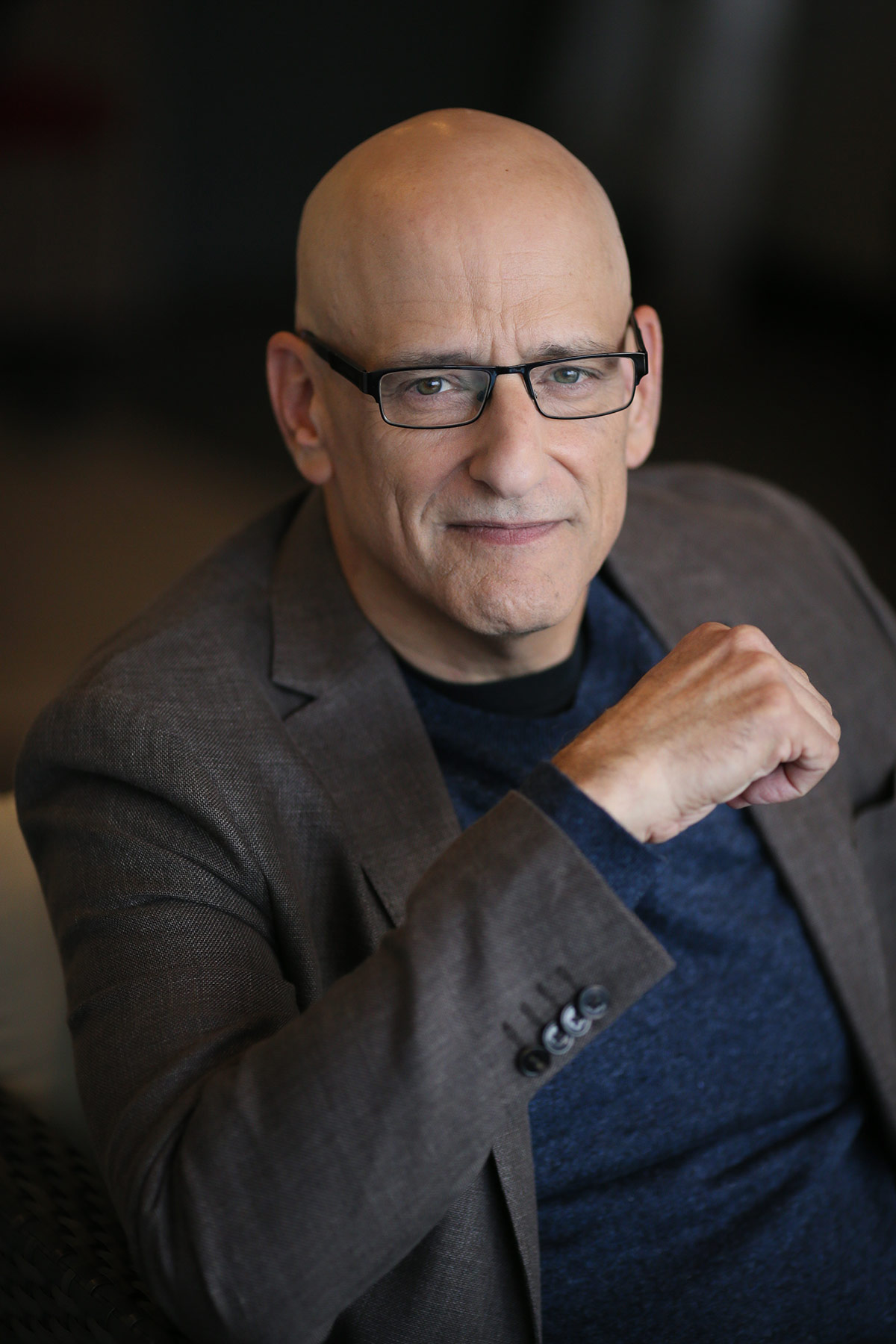
Andrew Klavan (2018)

Andrew Klavan (* 1954 in New York City) ist ein US-amerikanischer Schriftsteller und Drehbuchautor. Einige seiner Bücher veröffentlichte er unter den Pseudonymen Margaret Tracy und Keith Peterson.

## Leben
Andrew Klavan wuchs mit seinen drei Brüdern als Sohn des New Yorker Radiomoderators und Kolumnisten Gene Klavan in New York City auf. Er studierte später Englische Literatur an der University of California, Berkeley. Parallel dazu veröffentlichte er mit Face of the Earth seinen ersten Roman und arbeitete bei einem Radiosender. Anschließend zog er nach Putnam County, New York.
Klavan war vier Mal für den Edgar Allan Poe Award nominiert und konnte ihn zweimal gewinnen.
Andrew Klavan hat mit seiner Frau Ellen zwei gemeinsame Kinder. Er selbst wuchs in einer jüdischen Familie auf. Nach seiner Bar Mitzwa wurde er Agnostiker und konvertierte später zum Christentum.
Seit 2015 moderiert Klavan den nach ihm benannten Podcast The Andrew Klavan Show auf der konservativen Nachrichten-Website The Daily Wire des politischen Kommentators Ben Shapiro. Bereits 2020 wurde die tausendste Folge veröffentlicht.

## Werke
- 1977: Face of the Earth
- 1985: Agnes Mallory
- 1987: Mrs. White (als Margaret Tracy, mit Laurence Klavan)
- 1988: There Fell A Shadow (als Keith Peterson)
- 1988: The Rain (als Keith Peterson)
- 1988: Darling Clementine
- 1988: The Trap Door (als Keith Peterson)
- 1988: Son of Man
- 1989: The Scarred Man (als Keith Peterson)
- 1989: Rough Justice (als Keith Peterson)
- 1991: Don't Say a Word
- 1992: The Animal Hour
- 1993: Corruption
- 1995: True Crime
- 1995: Suicide
- 1998: The Uncanny
- 1999: Hunting Down Amanda
- 2001: Man and Wife
- 2003: Dynamite Road
- 2004: Shotgun Alley
- 2006: Damnation Street
- 2008: Empire of Lies
- 2009: The Homelanders: The Last Thing I Remember
- 2010: The Homelanders: The Long Way Home
- 2010: The Homelanders: The Truth of the Matter
- 2010: The Identity Man
- 2011: The Homelanders: The Final Hour
- 2012: Crazy Dangerous
- 2012: If We Survive
- 2013: Nightmare City
- 2013: A Killer in the Wind
- 2016: Werewolf Cop
- 2016: The Great Good Thing: A Secular Jew Comes to Faith in Christ
- 2019: Another Kingdom
- 2020: A Nightmare Feast (Another Kingdom Book 2)

Werke auf Deutsch
- 1991: Der Mann mit der Narbe
- 1992: Die Augen der Nacht
- 1993: Die Falltür
- 1994: Die Stunde der Schatten
- 1995: Ein wahres Verbrechen
- 1999: Augen der Angst
- 1999: Das Triptychon
- 2001: Gezeichnet
- 2001: Jagd auf Amanda
- 2002: Sag' kein Wort!
- 2002: Verdächtige Ruhe
- 2012: The Homelanders - Stunde Null (Bd. 1)
- 2012: The Homelanders - Auf der Flucht (Bd. 2)
- 2013: The Homelanders - Tödliche Wahrheit (Bd. 3)
- 2013: The Homelanders - Im Visier des Todes

## Filmografie
- 1990: Mord mit System (A Shock to the System)
- 2008: Ein tödlicher Anruf (One Missed Call)